# Кобра 11 (6. сезона)
Шеста сезона серије Кобра 11 је емитована од 9. новембра 2000. године до 31. маја 2001. године и броји 11 епизода.

## Опис
Главна постава се у овој сезони није мењала.

## Улоге
- Рене Штајнке као Том Краних
- Ердоган Аталај као Семир Герхан

## Епизоде
| Бр. еп. (укупно) | Бр. еп. (у сезони) | Наслов                           | Редитељ         | Сценариста                               | Премијера          |
| --- | ------------------ | -------------------------------- | --------------- | ---------------------------------------- | ------------------ |
| 59 | 1                  | „Изгубљена сећања”               | Раул В. Хајмрих | Роб Хутингер и Давид Симонс              | 9. новембар 2000.  |
| Човек је ходао по ауто-путу и изазвао ланчани судар. Тај човек, Борис Нојман, је стари Семиров сарадник. Али Борис се не сећа ни Семира ни судара који је изазвао. Онда је тело Борисове супруге пронађено у хотелу близу места судара. Борис не зна на за смрт своје супруге. У међувремену, дошло је све више и више доказа да је Борис убио своју супругу. Кад су Том и Семир изнели Борису своје сумње, он је полудео и побегао после чега је уследила махнита потера. |                    |                                  |                 |                                          |                    |
| 60 | 2                  | „Јанина”                         | Михаел Шнајдер  | Давид Симонс                             | 16. новембар 2000. |
| Тело Јиржија Заорског је пронађено како виси са моста. Јиржи је био макро дрољама из Пољске. Све оне су мрзеле Јиржија и имале су побуду за убиство, али и покриће: током убиства су биле са оцем Силманом. Јиржијев брат Вашло је дошао у Немачку како би осветио брата. Он мисли да је дроља Јанина убила Јиржија па жели да је убије. Том и Семир том морају да спрече. |                    |                                  |                 |                                          |                    |
| 61 | 3                  | „Кртица”                         | Аксел Барт      | Андреас Фор, Томас Летоха и Давид Симонс | 23. новембар 2000. |
| Превоз затвореника је заустављен на ауто-путу. Један од робијаша је искочио из комбија, а два човека су га сачекала. Том и Семир не знају шта да мисле о овом догађају. На случају им помаже полицијски службеник Јорг Халберт. Недуго касније је тело одбеглоб робијаша пронађено. Том и Семир више ништа не разумеју, али Халберт разуме: злочинац Шрот је смислио бекство робијаша. Од Халберта је чуо да ће му брат бити у превозу, али није био. Шрот је побеснео на Халберта па му је отео сина. |                    |                                  |                 |                                          |                    |
| 62 | 4                  | „Шах-мат”                        | Аксел Барт      | Ердоган Аталај и Торстен Бухштајнер      | 7. децембар 2000.  |
| Скупина разбојника је опљачкала старинарницу извесног Бројберга. Они су хтели плочице за штампање долара које је Бројберг направио и хтео да прокријумчари у Америку. али разбојници нису имали среће: Бројберг је пребацио плочице у друштво за превоз вредних ствари. Кад су сазнали ово, разбојници су кренули да убију Бројберга, али је он побегао. Ипак, током бекства је имао несрећу. Док су Том и Семир истраживали ту несрећу, разбојници су успешно опљачкали возило друштва за превоз вредних ствари. Али није све ишло по плану.                                                                                 |                    |                                  |                 |                                          |                    |
| 63 | 5                  | „Шуманова велика прилика”        | Аксел Барт      | Андреас Хекман и Андреас Шмиц            | 14. децембар 2000. |
| Већ пет година незапослени Валтер Шуман је сведок несреће на ауто-путу. Кад је хтео да помогне једној од жртава, жртва, злочинац Гришек, му је запретила пиштољем. Гришек је натерао Шумана да заједно побегну колима. Отишли су у Шуманову кућу где је Гришек умро недуго затим. Шуман је затим погледао у ташну коју је Гришек имао са собом и видео да је она пуна новца. Он је увидео своју прилику и хтео је да задржи новац, али је он украден, а власник ће учинити све да га врати. |                    |                                  |                 |                                          |                    |
| 64 | 6                  | „Смртоносна вожња на линији 834” | Раул В. Хајмрих | Дитер Тарновски                          | 5. април 2001.     |
| Четворица разбојника су опљачкали фургон на спектакуларан начин. Током бекства су их зауставили Том и Семир, али је после пуцњаве један од разбојника побегао, један убијен, а остала двојица отела аутобус пун путника. Полиција је неколико пута покушавала да заустави аутобус, али ни једном нису успели. Напетост у аутобусу је порасла кад је ушао у тунел. Семир се понудио да вози цистерну која треба да допреми гориво аутобусу, али су разбојници захтевали да он замени возача аутобуса који је рањен. Сад је и Семир у смртоносној клопци са путницима, поготово кад је откривено да постоји направа у аутобусу. |                    |                                  |                 |                                          |                    |
| 65 | 7                  | „Бунцање”                        | Кармен Курц     | Ралф Руланд                              | 12. април 2001.    |
| Док је Семир јурио украдена кола, лопови су се закуцали у џип. Један од те двојице из џипа је побегао у шуму, а други је повређен пребачен у болницу. Лекари су открили да је тај човек Тадеску заражен смртоносном вирозом која је јако опасна и заразна. Том и Семир сумњају да је и одбегли возач Петер ван Хирлен такође заражен вирозом. Том и Семир морају да пронађу ван Хирлена пре него што рашири вирозу и настане епидемија. |                    |                                  |                 |                                          |                    |
| 66 | 8                  | „Смрт од мотора”                 | Аксел Барт      | Ули Тобински                             | 19. април 2001.    |
| Док је ишла на свадбу, млада је имала саобраћајну несрећу у којој је погинула. Младожења хоће да се освети особи која је узроковала несрећу у којој му је погинула будућа млада. Према сведоку Грегу Хагеману који је и сам учествовао у несрећи, кола су му одједном измакла управљању и то је довело до несреће тако да је он сада осумњичени за убиство. Бернд је то открио и отишао је у Хагеманову кућу са бејзбол-палицом. У исто време је Том открио да Хагеман коме је Раке претио смрћу није крив за несрећу. |                    |                                  |                 |                                          |                    |
| 67 | 9                  | „Двострука игра”                 | Раул В. Хајмрих | Ханс Г. Милер-Велтерс                    | 3. мај 2001.       |
| Том и Семир прате заједно са савезном полицијом крунску сведокињу у случају против разбојника Лоренза. Супруга жеил да сведочи против њега као крунска сведокиња. Оно што савезна полиција не зна је да постоји кртица која је дала Лорензу план превоза па је он наредио убиство своје супруге током превоза, али је захвљаујући Тому и Семиру госпођа Лоренз преживела напад. Савезна полиција је онда тражила помоћ од Тома и Семира због заштите госпође Лоренз, али је Лоренз то открио па је отео Тому сестру. |                    |                                  |                 |                                          |                    |
| 68 | 10                 | „Уносни судари”                  | Кармен Курц     | Еки Војт и Давид Симонс                  | 10. мај 2001.      |
| Бившем каскадеру Денију тохтерману треба велики новац јер његова сестра мора на скупу операцију.Како би зарадио тај новац, он ради каскаде на црно на ауто-путу. Те каскаде снима Вебер који их продаје те "снимке судара" за велике паре преко интернета. У једном судару је страдао невин возач јер Вебер хтео да судар буде спектакуларнији. Том и Семир су истражили несрећу и пронашли Денија. Вебер је мислио да ће Дени све рећи полицији па је смислио план да Дени уради још једну каскаду коју неће преживети што се њега тиче.                                                                                     |                    |                                  |                 |                                          |                    |
| 69 | 11                 | „Вољена до смрти”                | Аксел Барт      | Ралф Руланд                              | 31. мај 2001.      |
| Док је Андреа ишла на посао, она се мувала са возачем Опела на ауто-путу. Изненада је један Волво ударио одпозади Опела и изазаво велику несрећу. Волво се није зауставио после несреће, али се уз помоћ возача Опела возач Волва зауставио. Када је Андреа погледала возача, она се потресла: возач је био њен бивши дечко Патрик. Она је неколико недеља раније раскинула са њим, али он и даље жели да је жени. Том и Семир су открили да ће он учинити све да испуни свој циљ јер су пронашли његов Волво поред ауто-пута.                                                                                                |                    |                                  |                 |                                          |                    |